# Косик (посёлок)
Косик — посёлок в Дубровском районе Брянской области, в составе Пеклинского сельского поселения. Расположен на автодороге А141, в 5 км к юго-востоку от деревни Пеклино. Население — 8 человек (2010).
Основан в 1920-х гг.; первоначально входил в Пеклинский сельсовет, в 1954—1959 временно в Рябчинском, в 1959—1971 в Салынском сельсовете.
| Годы      | 1926 | 1979 | 1989 | 2002 | 2010 |
| --------- | ---- | ---- | ---- | ---- | ---- |
| Население | 132  | 65   | 32   | 16   | 8    |